# فهرست نام علمی قارچ‌ها
فهرست نام علمی قارچ‌ها (به انگلیسی: Index Fungorum) یک پروژهٔ بین‌المللی برای فهرست کردن تمام نام‌های رسمی (نام‌های علمی) در فرمانرو قارچها می‌باشد. از سال ۲۰۱۵، این پروژه در باغ گیاه‌شناسی سلطنتی، کیو، مستقر شده‌است که به همراه مؤسسهٔ پژوهشی سلطنتی نیوزیلند و مؤسسه میکروب‌شناسی و آکادمی علوم چین یکی از شرکا است.
این پروژه از جهاتی با پروژه فهرست نام‌های بین‌المللی گیاهان که باغ گیاه‌شناسی سلطنتی، کیو، در آن هم دخیل است قابل مقایسه است. یکی از تفاوت‌های دو پروژه این است کهIPNI به نام صحیح اشاره نمی‌کند، در حالیکه فهرست نام علمی قارچ‌ها موقعیت یک نام را نشان می‌دهد. در عوض در یک صفحه جستجو نامی که اخیراً صحیح است به رنگ سبز نشان داده شده‌است، در حالیکه دیگر نامها به رنگ آبی هستند (تعدادی، از استفاده‌های نامتعارف نامها به رنگ قرمز نشان داده شده‌است). همهٔ نام‌ها به صفحاتی با نام صحیح و با لیستی ازنام‌های مترادف مرتبط می‌شوند.
«فهرست نام علمی قارچ‌ها» یکی از سه مکانی است که از طرف کمیته نامگذاری قارچ‌ها به رسمیت شناخته شده‌است، دوتای دیگر عبارتند از: مایکوبانک و اسامی قارچ‌ها.

## نام‌های فعلی در فهرست نام علمی قارچ‌ها (نام علمی گونه‌های قارچ‌)
بخش اصلی «فهرست نام علمی قارچ‌ها» قصد دارد یک لیست جهانی از تمام نام‌های مربوط به قارچ‌ها که تاکنون به‌طور معتبر تعریف شده‌است، باشد، اما بسیاری از آن‌ها متناقض هستند یا دیگر استفاده نمی‌شوند.«نام علمی گونه‌های قارچ‌» پروژۀ خیلی مرتبطی است که در باغ گیاه‌شناسی سلطنتی، کیو، مستقر شده‌است و توسط مرکز کشاورزی و علوم زیستی بین المللی حمایت می‌شود تا در مورد زیرمجموعه‌ای ثابت از نام‌های «فهرست نام علمی قارچ‌ها» که در حال حاضر می‌تواند  به عنوان نام معتبر توصیه شود تصمیم‌گیری کند.امکان جستجوی جداگانه در «فهرست نام علمی قارچ‌ها» یا «نام علمی گونه‌های قارچ‌» وجود دارد و نتایج بدست آمده در «فهرست نام علمی قارچ‌ها» به «نام علمی گونه‌های قارچ‌» ارجاع می‌دهد که در آنجا نام‌های موجود بدون چنین ارجاعی فقط نام‌های تاریخی محسوب می‌شوند و نباید برای استفاده فعلی معتبر باشند.

## شناسه‌های علوم زیستی
«فهرست نام علمی قارچ‌ها» برای ثبت در پایگاه داده شناسه‌های علوم زیستی تهیه می‌کند.

## خدمات
«فهرست نام علمی قارچ‌ها» برای جستجوی پایگاه داده و بازیابی سوابق یک خدمات وب فراهم می‌کند.یک ویزدل هم برای شرح خدمات  در دسترس است.